# Famana Quizera
Famana Quizera (ur. 25 kwietnia 2002 w Bissau) – piłkarz z Gwinei Bissau grający na pozycji prawego pomocnika. Od 2021 jest zawodnikiem klubu Académico de Viseu.

## Kariera klubowa
Swoją karierę piłkarską Quizera rozpoczynał w juniorach takich klubów jak: SL Benfica (do 2018) i Borussia Mönchengladbach (2018-2019). W 2019 roku stał się członkiem zespołu rezerw Borussii i grał w nich do lata 2021.
Latem 2021 roku Quizera został piłkarzem portugalskiego drugoligowego Académico de Viseu. Zadebiutował w nim 13 września 2021 w zremisowanym 2:2 domowym meczu z SC Farense.
| Sezon   | Klub                        | Kraj       | Rozgrywki       | Mecze | Bramki |
| ------- | --------------------------- | ---------- | --------------- | ----- | ------ |
| 2019/20 | Borussia Mönchengladbach II | Niemcy     | Regionalliga    | 1     | 0      |
| 2020/21 | Borussia Mönchengladbach II | Niemcy     | Regionalliga    | 25    | 4      |
| 2021/22 | Borussia Mönchengladbach II | Niemcy     | Regionalliga    | 4     | 0      |
| 2022/23 | Académico de Viseu          | Portugalia | Liga Portugal 2 | 24    | 5      |
| 2023/24 | Académico de Viseu          | Portugalia | Liga Portugal 2 | 32    | 5      |

## Kariera reprezentacyjna
W reprezentacji Gwinei Bissau Quizera zadebiutował 11 września 2023 roku w wygranym 2:1 meczu kwalifikacji do Pucharu Narodów Afryki 2023 ze Sierra Leone, rozegranym w Bissau. W 2024 roku został powołany do kadry na Puchar Narodów Afryki 2023. W tym turnieju rozegrał jeden mecz grupowy, z Nigerią (0:1).